# Terence Stamp
Pour les articles homonymes, voir Stamp.
 (17 août 2025).
Le texte peut changer fréquemment, n’est peut-être pas à jour et peut manquer de recul. N’hésitez pas à participer, en veillant à citer vos sources.
Terence Stamp, né le 22 juillet 1938 dans le quartier londonien de Stepney et mort le 17 août 2025, est un acteur britannique.

## Biographie
Aîné de trois frères, Terence Stamp est issu d'une famille ouvrière de Stepney à Londres. Son père pelletait le charbon dans la chaudière d’un remorqueur. Enfant, il est témoin des bombardements de la ville pendant la Seconde Guerre mondiale et subit les privations qui affectent le Royaume-Uni durant le conflit. 

### Carrière
Issu d'un milieu très modeste, Terence Stamp quitte tôt l'école pour travailler comme coursier dans une agence de publicité et gravit rapidement les échelons avant d’obtenir une bourse pour entrer dans une école d’art dramatique. Il partage un appartement avec un autre jeune acteur londonien qui n'est pas encore connu : Michael Caine.
Après un peu de théâtre, il débute au cinéma en même temps que Sarah Miles, tous deux sont parrainés par Laurence Olivier et Simone Signoret. Il est repéré par Peter Ustinov qui déclare qu'il faut utiliser son visage pur avant que le jeune homme perde son innocence. De fait, il incarne déjà un ange, victime expiatoire, dans Billy Budd. Ce premier rôle lui vaut une nomination aux Oscars. Premier succès d’estime et début de la gloire. Dès le film suivant, L'Obsédé (traduction française du « Collectionneur »), c'est la gloire grâce à un rôle de prolétaire meurtrier, face à Samantha Eggar. Il tourne ensuite avec Joseph Losey une comédie d'espionnage et avec John Schlesinger un mélodrame historique, imposant une image de dandy à l'écran comme à la ville, courant les soirées avec son copain Michael Caine. Il sort avec Joan Collins notamment, avant de former un couple célèbre avec le mannequin Jean Shrimpton. 
Ken Loach est réticent lorsque ses producteurs lui imposent Terence Stamp comme interprète, à cause de sa réputation de dandy. Or Stamp, selon son propre aveu, en raison de son origine populaire aurait parfaitement pu être son personnage de petite frappe et il sait le jouer avec un naturel désarmant. Cependant, au regret de l'acteur, Ken Loach n'a pas reconnu cette évidence. Suit une grande déception pour l'acteur à qui Michelangelo Antonioni avait promis le rôle du photographe dans Blow-Up, qu'il préparait en Angleterre — il le donne en fait à David Hemmings. Il échoue également à décrocher le rôle de James Bond pour succéder à Sean Connery qui souhaitait quitter la franchise après le film On ne vit que deux fois. 
Terence Stamp s'installe en Italie où il tourne en enchaînant El Gringo de Silvio Narizzano, un western où il remplace au pied levé Robert Redford, Théorème de Pasolini, où il interprète un ange visiteur et sauveur (au sens biblique des termes), probablement sa composition la plus célèbre, et l'épisode Toby Dammit / Ne pariez pas votre tête avec le Diable réalisé par Fellini (Histoires extraordinaires (1968) film à épisodes signé Vadim, Malle et Fellini) où il incarne un acteur bisexuel et drogué, rôle refusé par Peter O'Toole. Il clôt ce cycle fécond en jouant Rimbaud face à Jean-Claude Brialy en Verlaine dans Une saison en enfer de Nelo Risi.
À la suite de sa rupture avec Jean Shrimpton, Terence Stamp se retire dans un ashram en Asie et s'éloigne des caméras. Dans les années 1970, le public l'aperçoit de loin en loin, dans Divine Créature, opposé à Marcello Mastroianni, ou dans le fantastique Hu-Man au côté de Jeanne Moreau. Il effectue un retour remarqué en 1977, simultanément dans Rencontres avec des hommes remarquables de Peter Brook et dans Superman de Richard Donner — on ne peut imaginer plus grand écart. Ses films suivants, Mystère dans l'île des monstres (traduction littérale du titre espagnol), Amo non amo avec Jacqueline Bisset et Maximilian Schell, Meurtre au Vatican où il interprète le pape assassiné, demeurent invisibles. Autre grand écart : dans La Compagnie des loups de Neil Jordan, il prête ses traits au diable se déplaçant dans une limousine.
The Hit, Le tueur était presque parfait du jeune Stephen Frears remet sa carrière sur les rails. C'est lui qui joue le rôle central, celui du gangster qui a trahi. Il participe ensuite à des films de premier plan : L'Affaire Chelsea Deardon avec Redford en vedette, Le Sicilien de Cimino (où sa composition princière rivalise avec celle de Burt Lancaster dans Le Guépard de Visconti), Wall Street où il est un lord qui sauve la tête de Charlie Sheen, Young Guns où il est, naturellement, l'Anglais perdu dans le Far West américain...

« Si vous me voyez dans un mauvais film, c’est que j’ai besoin d’argent pour le loyer. Si je suis dans un bon film, c’est que le loyer est déjà payé. »

Dans les années 1990 et 2000, il donne ses plus intéressantes compositions en femme trans dans Priscilla, folle du désert et face à un autre « vestige » des Sixties, Peter Fonda, dans le rôle-titre de L'Anglais de Steven Soderbergh. Ce dernier lui rend directement hommage en utilisant des images de Pas de larmes pour Joy de Ken Loach. En France, dirigé par Bernard Rapp et Yvan Attal, il tourne le suspense Tiré à part et la comédie Ma femme est une actrice, où il séduit Charlotte Gainsbourg.

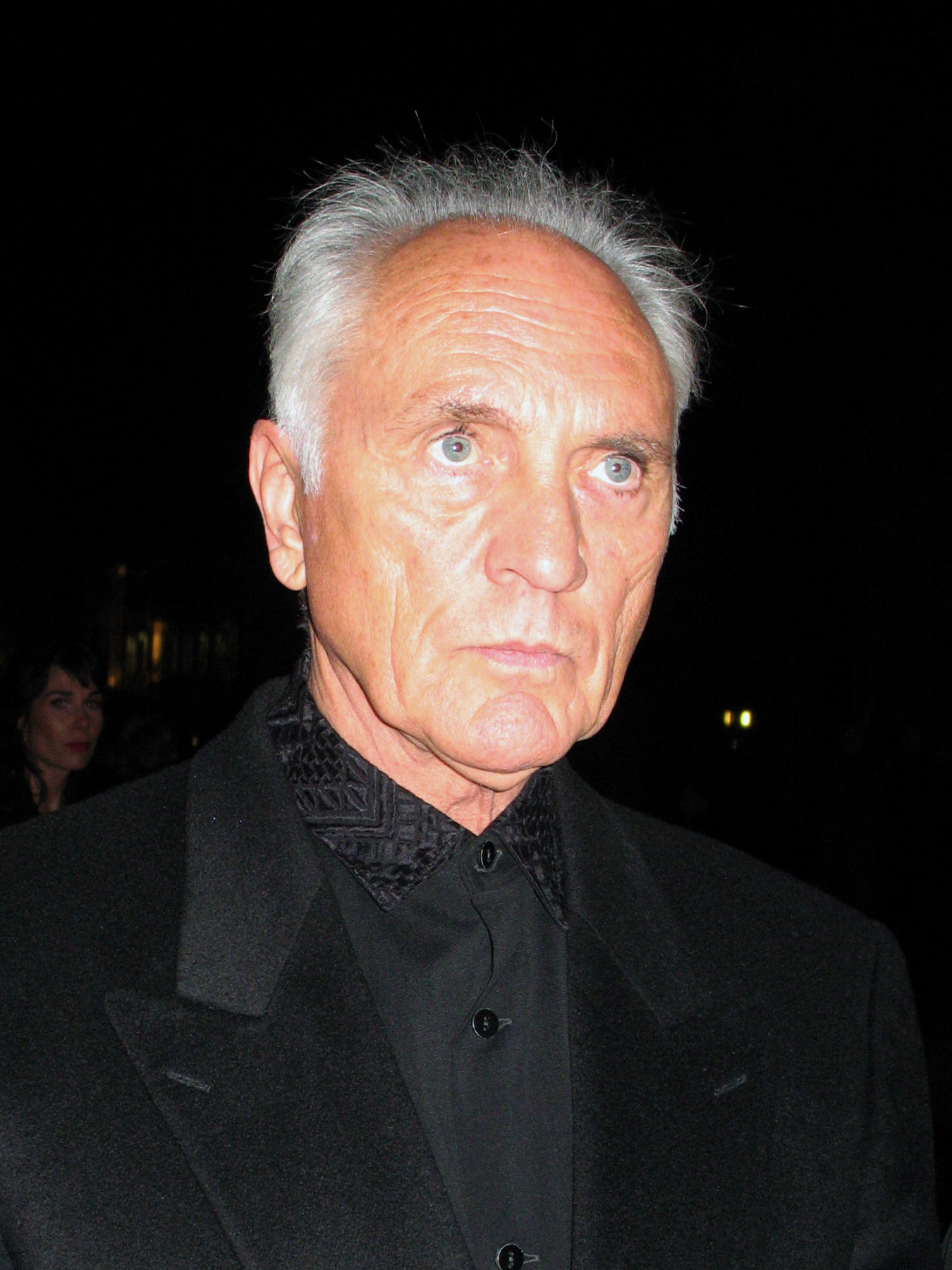
Terence Stamp lors de la première de Walkyrie à Berlin en janvier 2009.

L'icône du Swinging London et la star de Wyler, Pasolini et Fellini est devenu un second (ou troisième) rôle dans les superproductions américaines telles que Star Wars, épisode I : La Menace fantôme de George Lucas, Planète rouge d'Antony Hoffman, Elektra de Rob Bowman, Wanted : Choisis ton destin de Timur Bekmambetov et Walkyrie de Bryan Singer. L'acteur marque aussi son penchant pour la comédie avec Le Manoir hanté et les 999 Fantômes de Rob Minkoff, Mon boss, sa fille et moi de David Zucker, Max la Menace de Peter Segal et Yes Man de Peyton Reed.
Il entame la sixième décennie de sa carrière en incarnant un des hauts responsables censés ajuster le destin de Matt Damon dans L'Agence. Il enchaîne ensuite Song for Marion du Britannique Paul Andrew Williams, dans lequel il interprète le premier rôle face à Vanessa Redgrave et Gemma Arterton, qu'il retrouve  en 2019 dans la comédie Murder Mystery de Kyle Newacheck. Il est aussi à l'affiche de deux films de Tim Burton : Big Eyes et Miss Peregrine et les Enfants particuliers.

### Famille
Terence Stamp n'a été marié qu'une seule fois, avec Elizabeth O'Rourke, une pharmacienne de 35 ans sa cadette, de 2002 jusqu'au divorce en avril 2008.
L'un de ses frères est le manager des Who, Chris Stamp. 

### Mort
Terence Stamp meurt à Londres le 17 août 2025 dans la matinée, à l'âge de 87 ans.

## Filmographie

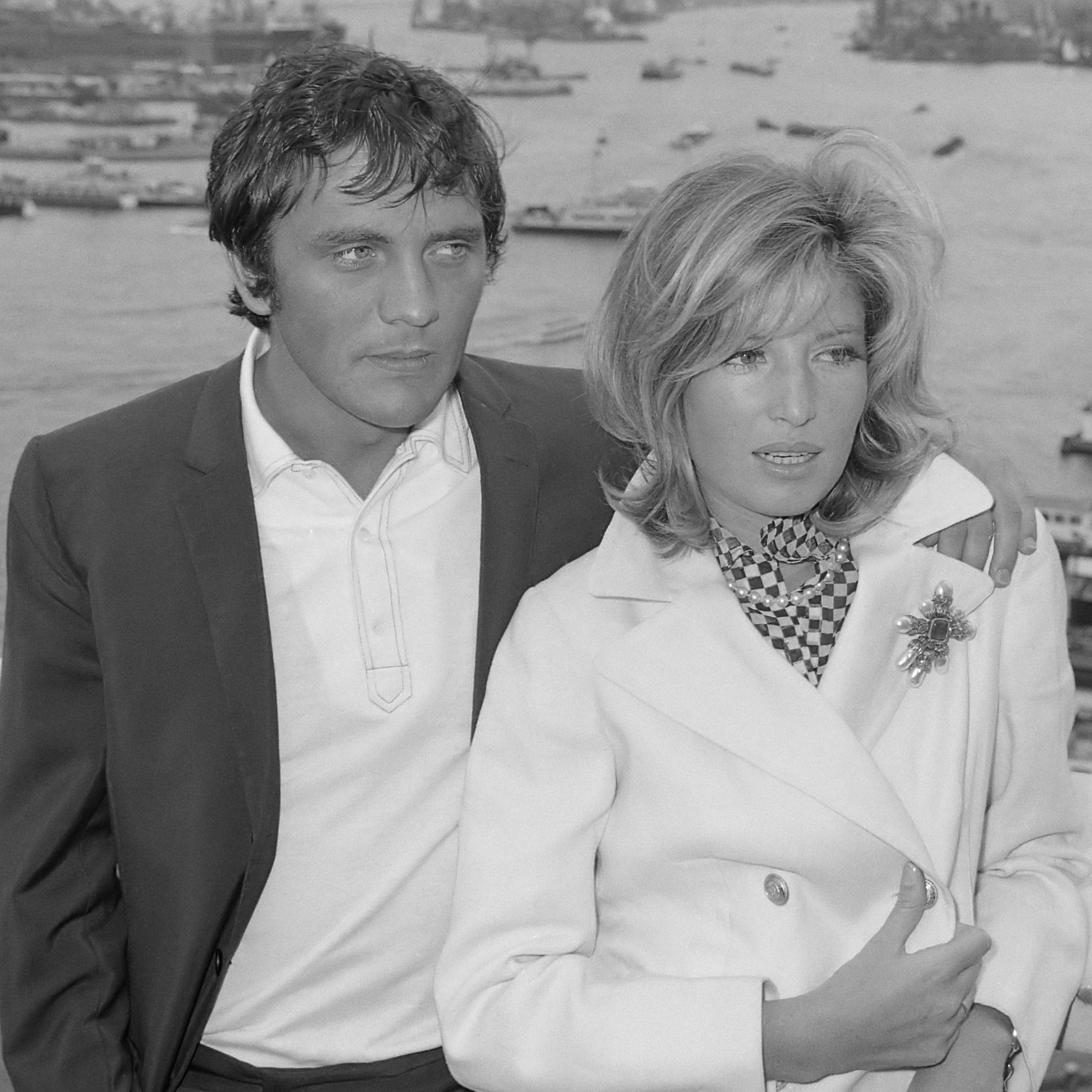
Terence Stamp et Monica Vitti en 1965.

### Cinéma

#### Années 1960
- 1962 : Le Verdict (Term of Trial) de Peter Glenville : Mitchell
- 1962 : Billy Budd de Peter Ustinov : Billy Budd
- 1965 : L'Obsédé (The Collector) de William Wyler : Freddie Clegg
- 1966 : Modesty Blaise de Joseph Losey : Willie Garvin
- 1967 : Loin de la foule déchaînée (Far from the Madding Crowd) de John Schlesinger : le sergent Francis Troy, dit « Frank »
- 1967 : Pas de larmes pour Joy (Poor Cow) de Ken Loach : Dave Fuller
- 1968 : El Gringo (Blue) de Silvio Narizzano : Azul / Blue
- 1968 : Théorème (Teorema) de Pier Paolo Pasolini : le visiteur
- 1968 : Histoires extraordinaires - sketch Toby Dammit, de Federico Fellini : Toby Dammit

#### Années 1970
- 1970 : The Mind of Mr. Soames (en) d'Alan Cooke : John Soames
- 1971 : Une saison en enfer (A Season in Hell) de Nelo Risi : Arthur Rimbaud
- 1975 : Hu-Man de Jérôme Laperrousaz : Terence
- 1975 : Divine Créature de Giuseppe Patroni Griffi : Le duc Daniele di Bagnasco (Danì)
- 1977 : Striptease (ca) de Germán Lorente : Alain
- 1977 : Black-Out de Philippe Mordacq : Edgar Allan Poe
- 1977 : Rencontres avec des hommes remarquables (Meeting with Remarkable Men) de Peter Brook : le prince Lubovedsky
- 1978 : Le Voleur de Bagdad de Clive Donner : Wazir Jaudur
- 1978 : Superman de Richard Donner : le Général Zod
- 1979 : Amo non amo d'Armenia Balducci : Henry
- 1979 : Licanthropus, il figlio della notte de Massimo Pirri

#### Années 1980
- 1980 : Superman 2 de Richard Lester : le Général Zod
- 1981 : Le Mystère de l'île aux monstres (es) (Jules Verne's Mystery on Monster Island) de Juan Piquer Simón : Taskinar/Skinner
- 1982 : Meurtre au Vatican (Morte in Vaticano) de Marcello Aliprandi : le Pape Jean-Clément 1er
- 1983 : The Bad Fish de Bob McCoy : Peter Watson
- 1984 : The Hit: le tueur était presque parfait (The Hit) de Stephen Frears : Willie Parker
- 1984 : La Compagnie des loups (The Company of Wolves) de Neil Jordan : le Diable (non crédité au générique)
- 1985 : Link de Richard Franklin : le docteur Steven Phillip
- 1986 : L'Affaire Chelsea Deardon (Legal Eagles)  d'Ivan Reitman : Victor Taft
- 1986 : L'Insoumise (en) de Vibeke Løkkeberg (en) : Edward
- 1987 : Le Sicilien (The Sicilian) de Michael Cimino : le prince Borsa
- 1987 : Wall Street d'Oliver Stone : Sir Larry Wildman
- 1988 : Futur immédiat, Los Angeles 1991 (Alien Nation) de Graham Baker : William Harcourt
- 1988 : Young Guns de Christopher Cain : John Tunstall

#### Années 1990
- 1990 : Pari mortel (en) (Genuine Risk) de Kurt Voss : Paul Hellwart
- 1990 : Stranger in the House de Terence Stamp : Tom
- 1991 : Beltenebros de Pilar Miró : Darman
- 1993 : L'Affaire Karen McCoy (The Real McCoy) de Russell Mulcahy : Jack Schmidt
- 1994 : Priscilla, folle du désert (The Adventures of Priscilla, Queen of the Desert) de Stephan Elliott : Bernadette (Ralph)
- 1996 : Tiré à part de Bernard Rapp : Edward Lamb
- 1997 : Bliss de Lance Young : Baltazar
- 1997 : La Part du Mal (en) (Love Walked In) de Juan José Campanella : Fred Moore
- 1998 : Kiss the Sky (en) de Roger Young : Kozen
- 1998 : L'Anglais (The Limey) de Steven Soderbergh : Wilson
- 1999 : Bowfinger, roi d'Hollywood (Bowfinger) de Frank Oz : Terry Stricter
- 1999 : Star Wars, épisode I : La Menace fantôme (Star Wars: Episode I - The Phantom Menace) de George Lucas : le chancelier Valorum

#### Années 2000
- 2000 : Planète rouge (Red Planet) d'Antony Hoffman : le docteur Bud Chantilas
- 2001 : Revelation de Stuart Urban : Magnus Martel
- 2001 : Ma femme est une actrice d'Yvan Attal : John
- 2002 : Fellini, je suis un grand menteur de Damian Pettigrew : lui-même/Toby Dammit
- 2002 : Full Frontal de Steven Soderbergh : lui-même (caméo non crédité au générique)
- 2003 : Le Manoir hanté et les 999 Fantômes (The Haunted Mansion) de Rob Minkoff : Ramsley
- 2003 : Mon boss, sa fille et moi (My Boss's Daughter) de David Zucker : Jack Taylor
- 2003 : The Kiss (en) de Gorman Bechard (en) : Philip Naudet
- 2004 : Dead Fish de Charley Stadler : Samuel Fish
- 2004 : Elektra de Rob Bowman : Stick
- 2005 : Separate Lies de Julian Fellowes : Joe (non crédité au générique)
- 2005 : These Foolish Things (en) de Julia Taylor-Stanley : le boulanger
- 2006 : Superman 2: The Richard Donner Cut de Richard Donner : général Zod
- 2007 : Septembre funeste (en) de Christopher Cain : Brigham Young
- 2008 : Wanted : Choisis ton destin (Wanted) de Timur Bekmambetov : Pekwarsky
- 2008 : Max la Menace (Get Smart) de Peter Segal : Siegfried
- 2009 : Yes Man de Peyton Reed : Terrence Bundley
- 2009 : Walkyrie (Valkyrie) de Bryan Singer : Ludwig Beck

#### Années 2010
- 2010 : Ultramarines de Martyn Pick (en): le capitaine Severus (voix)
- 2011 : L'Agence (The Adjustment Bureau) de George Nolfi : Thompson
- 2013 : Song for Marion de Paul Andrew Williams : Arthur
- 2013 : Art of the Steal de Jonathan Sobol (en) : Samuel Winter
- 2014 : Big Eyes de Tim Burton : John Canaday
- 2016 : Crow de Wyndham Price : Grand Corbeau
- 2016 : Miss Peregrine et les Enfants particuliers (Miss Peregrine's Home for Peculiar Children) de Tim Burton : Abraham « Abe » Portman
- 2017 : Holodomor, la grande famine ukrainienne (Bitter Harvest) de George Mendeluk : Ivan
- 2017 : La Maison biscornue (Crooked House) de Gilles Paquet-Brenner : l'inspecteur-en-chef Taverner
- 2018 : Viking Destiny (en) de David L.G. Hughes : Odin
- 2019 : Murder Mystery de Kyle Newacheck : Malcolm Quince

#### Années 2020
- 2021 : Last Night in Soho d'Edgar Wright : le vieux gentleman / Lindsey âgé

### Télévision
Séries télévisées
- 1997 : Les Prédateurs (The Hunger) : Host (Saison 1)
- 2003-2011 : Smallville : Jor-El
- 2020 : His Dark Materials : À la croisée des mondes : Giacomo Paradisi (saison 2, épisode 4)

### Jeux vidéo
- 2006 : The Elder Scrolls IV: Oblivion : Mankar Camora
- 2007 : Halo 3 : le Haut Prophète de la Vérité
- 2009 : Wanted : Les Armes du destin (Wanted: Weapons of Fate) : Pekwarsky

## Distinctions

### Récompenses
- Diplôme honorifique de l'Université de Londres-Est
- Golden Globes 1963 : Golden Globe de la révélation masculine pour Billy Budd
- Festival de Cannes 1965 : Prix d'interprétation masculine pour L'Obsédé
- MystFest 1984 : Meilleur acteur pour The Hit
- Festival de Seattle 1994 : Prix d'interprétation masculine pour Priscilla, folle du désert
- Satellite Awards 2000 : Satellite Award du meilleur acteur dans un drame pour L'Anglais
- Festival international du Film de San Francisco 2011 : Prix Peter J. Owens d'honneur

### Nominations
- Oscars 1963 : nomination pour l'Oscar du meilleur acteur dans un second rôle pour Billy Budd
- Baftas 1963 : nomination au Bafta du meilleur nouveau venu dans un rôle principal pour Billy Budd
- Australian Film Institute Awards 1994 : nomination comme meilleur acteur pour Priscilla, folle du désert
- Baftas 1995 : nomination au Bafta du meilleur acteur pour Priscilla, folle du désert
- Film Independent Spirit Awards 2000 : nomination comme meilleur acteur pour L'Anglais
- British Independent Film Awards 2012 : nomination comme  pour Song for Marion

## Voix françaises

### En France
- Michel Ruhl (*1934 - 2022) dans : 
  - Planète rouge
  - Smallville (série télévisée, voix)
  - Le Manoir hanté et les 999 Fantômes
  - Mon boss, sa fille et moi
  - Elektra
  - Walkyrie
  - Miss Peregrine et les Enfants particuliers
  - La Maison biscornue

- Jean-Pierre Leroux dans :
  - Link
  - L'Affaire Karen McCoy
  - Max la Menace
  - Yes Man
  - Murder Mystery

- Jean Lagache (*1931 - 2018) dans :
  - El Gringo
  - Futur immédiat, Los Angeles 1991

- Marc Cassot (*1923 - 2016) dans :
  - Le Voleur de Bagdad (téléfilm)
  - La Compagnie des loups

- Bernard Tiphaine (*1938 - 2021) dans :
  - Le Sicilien
  - Song for Marion

- Michel Derain dans :
  - Star Wars, épisode I : La Menace fantôme
  - Big Eyes[4]

- Georges Claisse (*1941 - 2021) dans : 
  - L'Agence
  - Art of the Steal

et aussi
- Michel Roux (*1929 - 2007) dans L'Obsédé
- Jacques Thébault (*1924 - 2015) dans Loin de la foule déchaînée
- Sady Rebbot (*1935 - 1994) dans Superman (1er doublage)
- René Arrieu (*1924 - 1982) dans Superman 2
- Hervé Bellon dans The Hit
- Bernard Woringer (*1931 - 2014) dans L'Affaire Chelsea Deardon
- Michel Bardinet (*1931 - 2005) dans Wall Street
- Gilles Segal (*1929 - 2014) dans Young Guns
- Jean-Claude Brialy (*1933 - 2007) dans Priscilla, folle du désert
- Pierre Vaneck (*1931 - 2010) dans L'Anglais
- Patrice Baudrier dans Superman (2e doublage)
- Gérard Rinaldi (*1943 - 2012) dans Wanted : Choisis ton destin
- Jean Barney dans Last Night in Soho